# Ça balance pas mal à Paris
Pour l'émission télé, voir Ça balance à Paris.
Singles de France Gall
Ce soir je ne dors pas
(1976) Musique
(1977)
Singles par Michel Berger
Samba mambo
(1976) Musique
(1977)
Clip vidéo
[vidéo] « Ça balance pas mal à Paris (archive INA, 1976) », sur YouTube
Ça balance pas mal à Paris est une chanson en duo de France Gall et Michel Berger, sortie en single en juin 1976. Il s'agit d'un des seuls extraits de la comédie musicale Émilie ou la Petite Sirène 76 à être publié sur un disque.

## Reprise
Jenifer a enregistré le titre en duo avec Christophe Willem pour son album de reprises de France Gall, Ma déclaration, paru en 2013.

## Classements
| Classement (1976)                       | Meilleure position |
| --------------------------------------- | ------------------ |
| Belgique (Wallonie Ultratop 50 Singles) | 21                 |
| France (IFOP)                           | 27                 |

| Classement (2018)            | Meilleure place |
| ---------------------------- | --------------- |
| France (SNEP Téléchargement) | 91              |